# Vicepresidenti dell'Argentina
I Vicepresidenti dell'Argentina sostituiscono il Presidente in caso di assenza, incapacità, morte o dimissioni del Presidente. 
La Costituzione del 1853 ha creato l'ufficio del Vicepresidente. In un emendamento del 1994, al Vicepresidente è stato dato il titolo addizionale di Presidente del Senato, rendendolo un ruolo più legislativo che esecutivo, con il potere di voto in caso di parità nell'assemblea.
L'elenco seguente include i Vicepresidenti de facto durante i regimi militari e i periodi vacanti.

## Lista
| Vicepresidente                 | Dal               | Al                | Presidente                          | Note                                  |
| ------------------------------ | ----------------- | ----------------- | ----------------------------------- | ------------------------------------- |
| Salvador María del Carril      | 5 marzo 1854      | 5 marzo 1860      | Justo José de Urquiza               | -                                     |
| Juan Esteban Pedernera         | 5 marzo 1860      | 5 novembre 1861   | Santiago Derqui                     | Succedette ad interim alla Presidenza |
| Marcos Paz                     | 12 ottobre 1862   | 2 gennaio 1868    | Bartolomé Mitre                     | Morto durante il mandato              |
| Adolfo Alsina                  | 12 ottobre 1868   | 12 ottobre 1874   | Domingo Sarmiento                   | -                                     |
| Mariano Acosta                 | 12 ottobre 1874   | 12 ottobre 1880   | Nicolás Avellaneda                  | -                                     |
| Francisco Bernabé Madero       | 12 ottobre 1880   | 12 ottobre 1886   | Julio A. Roca                       | -                                     |
| Carlos Pellegrini              | 12 ottobre 1886   | 6 agosto 1890     | Miguel Juárez Celman                | Succedette alla Presidenza            |
| Norberto Quirno Costa          | 12 ottobre 1898   | 12 ottobre 1904   | Julio A. Roca                       | -                                     |
| José Figueroa Alcorta          | 12 ottobre 1904   | 12 marzo 1906     | Manuel Quintana                     | Succedette alla Presidenza            |
| Victorino de la Plaza          | 12 ottobre 1910   | 9 agosto 1914     | Roque Sáenz Peña                    | Succedette alla Presidenza            |
| Pelagio B. Luna                | 12 ottobre 1916   | 25 giugno 1919    | Hipólito Yrigoyen                   | Morto durante il mandato              |
| Elpidio González               | 12 ottobre 1922   | 12 ottobre 1928   | Marcelo T. de Alvear                | -                                     |
| Enrique Martínez               | 12 ottobre 1928   | 6 settembre 1930  | Hipólito Yrigoyen                   | Colpo di Stato                        |
| Enrique Santamarina            | 6 settembre 1930  | 20 ottobre 1930   | José Félix Uriburu                  | De facto, Dimessosi                   |
| Ramón S. Castillo              | 20 febbraio 1938  | 27 giugno 1942    | Roberto M. Ortiz                    | Succedette alla Presidenza            |
| Sabá Héctor Sueyro             | 7 giugno 1943     | 15 ottobre 1943   | Pedro Pablo Ramírez                 | De facto, morto durante il mandato    |
| Edelmiro Julián Farrell        | 15 ottobre 1943   | 24 febbraio 1944  | Pedro Pablo Ramírez                 | De facto, succedette alla Presidenza  |
| Juan Domingo Perón             | 8 luglio 1944     | 10 ottobre 1945   | Edelmiro Farrell                    | De facto, rimosso dalla carica        |
| Juan Pistarini                 | 10 ottobre 1945   | 4 giugno 1946     | Edelmiro Farrell                    | De facto, sostituito dopo le elezioni |
| Hortensio Quijano              | 4 giugno 1946     | 3 aprile 1952     | Juan Domingo Perón                  | morto durante il mandato              |
| Alberto Teisaire               | 7 maggio 1954     | 23 settembre 1955 | Juan Domingo Perón                  | Colpo di Stato                        |
| Isaac Francisco Rojas          | 23 settembre 1955 | 1º maggio 1958    | Eduardo Lonardi e Pedro E. Aramburu | De facto                              |
| Alejandro Gómez                | 1º maggio 1958    | 19 novembre 1958  | Arturo Frondizi                     | Dimessosi                             |
| Carlos Humberto Perette        | 12 ottobre 1963   | 28 giugno 1966    | Arturo Illia                        | Colpo di Stato                        |
| Vicente Solano Lima            | 25 maggio 1973    | 13 luglio 1973    | Héctor Cámpora                      | Dimessosi                             |
| Isabel Perón                   | 12 ottobre 1973   | 1º luglio 1974    | Juan Domingo Perón                  | Succedette alla Presidenza            |
| Víctor Martínez                | 10 dicembre 1983  | 8 luglio 1989     | Raúl Alfonsín                       | Dimessosi                             |
| Eduardo Duhalde                | 8 luglio 1989     | 10 dicembre 1991  | Carlos Menem                        | Eletto Governatore                    |
| Carlos Ruckauf                 | 8 luglio 1995     | 10 dicembre 1999  | Carlos Menem                        | -                                     |
| Carlos Álvarez                 | 10 dicembre 1999  | 6 ottobre 2000    | Fernando de la Rúa                  | Dimessosi                             |
| Daniel Scioli                  | 25 maggio 2003    | 10 dicembre 2007  | Néstor Kirchner                     | -                                     |
| Julio Cobos                    | 10 dicembre 2007  | 10 dicembre 2011  | Cristina Fernández de Kirchner      | -                                     |
| Amado Boudou                   | 10 dicembre 2011  | 10 dicembre 2015  | Cristina Fernández de Kirchner      | -                                     |
| Gabriela Michetti              | 10 dicembre 2015  | 10 dicembre 2019  | Mauricio Macri                      | -                                     |
| Cristina Fernández de Kirchner | 10 dicembre 2019  | 10 dicembre 2023  | Alberto Fernández                   | -                                     |
| Victoria Villarruel            | 10 dicembre 2023  | in carica         | Javier Milei                        | -                                     |